# Вигуричи
Вигуричи (укр. Вигуричі) — село в Городищенской сельской общине Луцкого района Волынской области Украины.
Код КОАТУУ — 0722886802. Население по переписи 2001 года составляет 255 человек. Почтовый индекс — 45644. Телефонный код — 332. Занимает площадь 0,081 км².